# Two Night Stand
Two Night Stand is een Amerikaanse romantische filmcomedy uit 2014 onder regie van Max Nichols.

## Verhaal
De pas afgestudeerde en werkloze Megan hangt na het einde van haar relatie doelloos rond in haar appartement. Op aanraden van haar vriendin maakt ze via internet een afspraak met Alec voor haar allereerste "onenightstand". Na een niet zo succesvolle nacht in Manhattan (New York) met Alec komt ze tot de ontdekking dat ze door een sneeuwstorm opgesloten zitten. Tegen hun zin zijn ze wel verplicht elkaar beter te leren kennen.

## Rolverdeling
| Acteur          | Personage |
| --------------- | --------- |
| Analeigh Tipton | Megan     |
| Miles Teller    | Alec      |
| Jessica Szohr   | Faiza     |
| Scott Mescudi   | Cedric    |